# Breathe (film, 2024)
Pour les articles homonymes, voir Breathe (homonymie).
Pour plus de détails, voir Fiche technique et Distribution.
Breathe est un film américain réalisé par Stefon Bristol (en), sorti en 2024. Écrit par Doug Simon, ce thriller est coproduit par Capstone Studios et Thunder Road Pictures.

## Synopsis
Après une catastrophe au point de basculement, la Terre est dépourvue de plantes et les niveaux mondiaux d'oxygène sont tombés à 5 %. Au lieu de communiquer correctement et de travailler ensemble, les survivants créent des conflits artificiels et se battent pour un "générateur d'oxygène", s'entretuant et détruisant la machine. Les survivants se déplacent à l'endroit suivant avec un générateur d'oxygène.

## Fiche technique
Sauf indication contraire, les informations mentionnées dans cette section peuvent être confirmées par la base de données cinématographiques IMDb,  présente dans la section « Liens externes ».
- Titre original : Breathe
- Réalisation : Stefon Bristol (en)
- Scénario : Doug Simon
- Musique : N/A
- Décors : Jeremy Reed
- Costumes : Alisha Silverstein
- Photographie : Felipe Vara de Rey
- Montage : Oriana Soddu
- Production : Basil Iwanyk, Erica Lee et Christian Mercuri
- Sociétés de production :  Capstone Studios et Thunder Road Pictures
- Société de distribution : N/A
- Pays de production :  États-Unis
- Langue originale : anglais
- Format : couleur
- Genre : action, thriller
- Date de sortie : 5 avril 2024 (Prime Video)

## Distribution
- Sam Worthington (VF : Adrien Antoine) : Lucas
- Jennifer Hudson : Maya
- Milla Jovovich : Tess
- Quvenzhané Wallis : Zora
- Common : Darius
- Raúl Castillo : Micah
- Dan Martin (en) : Mike

## Production

### Genèse et développement
En décembre 2019, Deadline Hollywood annonce que le scénario Breathe de Doug Simon figure sur la Black List, un sondage annuel des meilleurs scénarios les plus appréciés des cadres supérieurs et des assistants d'Hollywood mais qui n'ont pas encore été produits.
En mai 2022, Deadline informe que le film sera réalisé par Stefon Bristol (en) et sera produit par Basil Iwanyk et Erica Lee de Thunder Road Films, et par Christian Mercuri de Capstone Studios.

### Attribution des rôles
En mai 2022, Deadline annonce que Sam Worthington, Jennifer Hudson, Milla Jovovich, Quvenzhané Wallis et le rappeur Common joueront dans le film.

### Tournage
Le tournage a lieu à l'automne 2022 en Pennsylvanie.